# Ten wheel (locomotive)

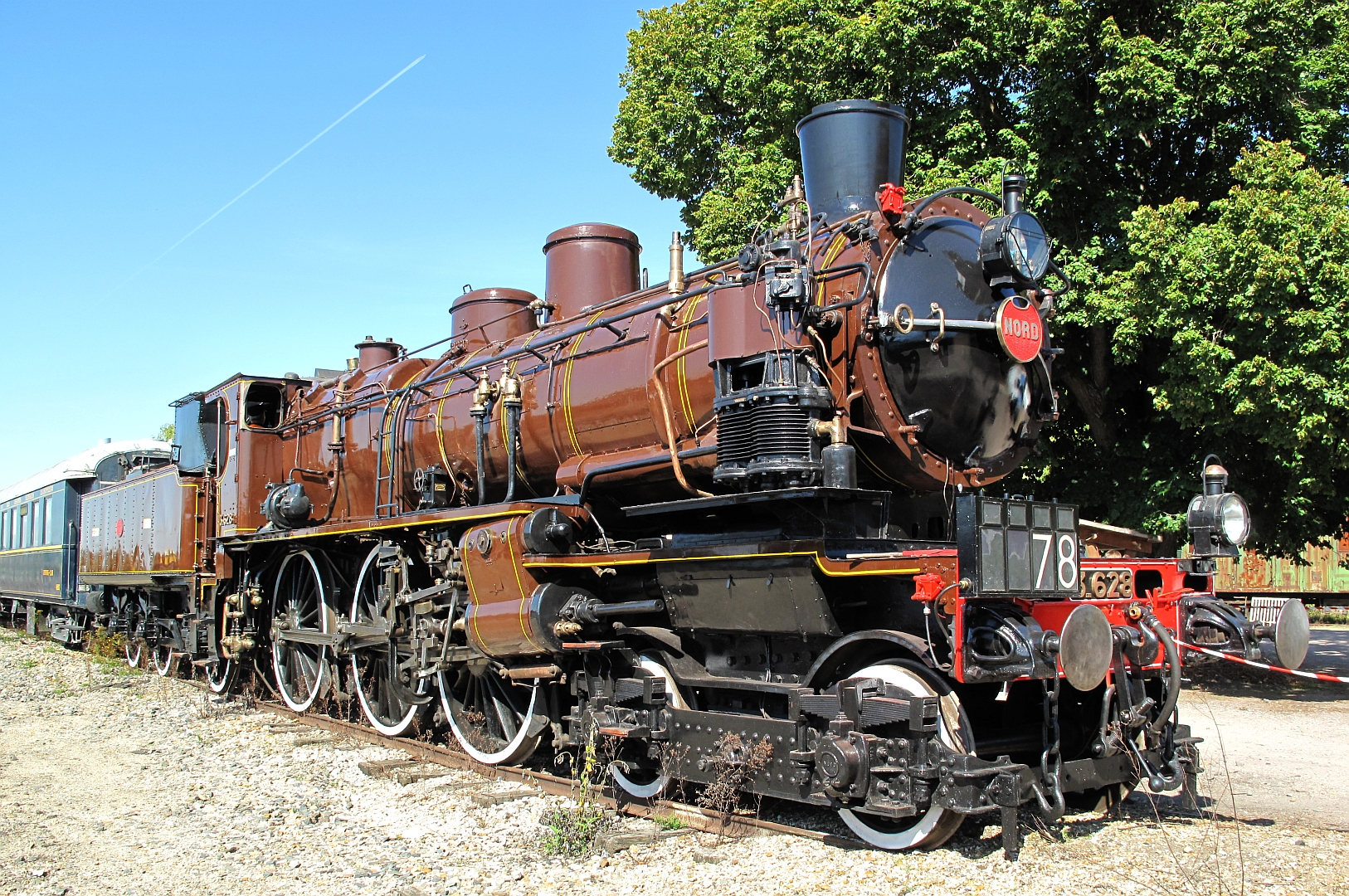
La 230 D 116 en livrée 3.628 Nord au Musée vivant du chemin de fer de Longueville.

Ten wheel est le nom donné à un type de locomotive à vapeur dont les essieux ont la configuration suivante (de l'avant vers l'arrière) :
- 1 bogie porteur à deux essieux à l'avant,
- 3 essieux moteurs accouplés.

## Codifications
Ce qui s'écrit :
- 4-6-0 en codification Whyte.
- 230 en codification européenne.
- 2C en codification allemande et italienne.
- 35 en codification turque.
- 3/5 en codification suisse.

## Utilisation

### France
Compagnie de l'Est230 Est 3401 à 3500 de 1897 à 1902, futures : 1-230 A 401 à 500
230 Est 3501 à 3890 de 1901 à 1912, futures : 1-230 B 501 à 890
230 Est 3103 à 3280 de 1906 à 1927, futures : 1-230 J 108 à 219
230 Est 230 103 à 230 280 de 1932 à 1946, futures : 1-230 K 103 à 280
230 Est 3311 à 3335, P8 ex-Prusse armistice 1918, futures : 1-230 F 311 à 335
Chemins de fer d'Alsace-Lorraine230 AL 2350 à 2374, P8 ex-Prusse armistice 1918, futures : 1-230 F 350 à 374
230 AL 901 à 980, de 1906 à 1909, futures : 1-230 D 901 à 980
230 AL 2301 à 2330, de 1902 à 1903, futures : 1-230 C 301 à 330
Compagnie du Nord230 Nord 3.078 à 3.354 de 1897 à 1913, futures : 2-230 A 1 à 277
230 Nord 3.999 de 1905, prototype ex 221 Nord 3.999, future : 2-230 B 1
230 Nord 3.513 à 3.662, de 1909 à 1911, futures : 2-230 D 1 à 149
230 Nord 3.1601 à 3.1675, P8 ex-Prusse armistice 1918, futures :  2-230 C 1 à 75
Compagnie de l'Ouest230 Ouest 2541 à 2570, de 1908, futures : 3-230 D 141 à 320
Réseau de l'État230 État 401 à 451 de 1914 à 1922, cédées par le PO en 1934, futures : 3-230 K 401 à 451
230 État 001 à 055, de 1901 à 1910, futures : 3-230 B 1 à 55
230 État 960 à 984, type « saxonnes série XII 2 » armistice 1918, futures : 3-230 E 960 à 984
230 État 171 à 320, de 1911, futures : 3-230 D 141 à 320
230 État 371 à 385, en 1912, futures : 3-230 H 371 à 385
Compagnie du Paris-Orléans230 PO 4001 à 4084, de 1903 à 1908, futures : 4-230 C 1 à 84
230 PO 4201 à 4370 de 1914 à 1922, futures : 4-230 G 201 à 264, 312 à 370
230 PO 1701 à 1725 de 1899 à 1900, parquées vers 1936 pour une conversion en locomotives-fourgon qui n'aura pas lieu et ferraillées après-guerre
230 PO 171 S à 285 S et 3201 à 3235, 70 machines dont les 35 premières construites sur la base d'anciennes 121 type Forquenot, futures : 4-230 F 101 à 170
230 PO 1771 à 1800, construction américaine Baldwin de 1901, toutes réformées pour 1938
Compagnie du PLM230 PLM 2431 à 2599 de 1910 à 1913, futures : 5-230 C 1 à 170
230 PLM 2601 à 2760 de 1905 à 1909, futures : 5-230 B 1 à 160
230 PLM 3420 à 3740 de 1901 à 1906, futures : 5-230 A 1 à 340
Compagnie du Midi230 Midi 3501 à 3526 de 1910 à 1914, futures : 4-230 E 501 à 526
230 Midi 1301 à 1370, de 1896 à 1910, futures : 4-230 B 601 à 670
230 Midi 1401 à 1431, de 1896 à 1907, futures : 4-230 A 401 à 431
230 Midi 3701 à 3720, P8 ex-Prusse armistice 1918, futures : 4-230 H 701 à 720

#### Locomotives-tenders

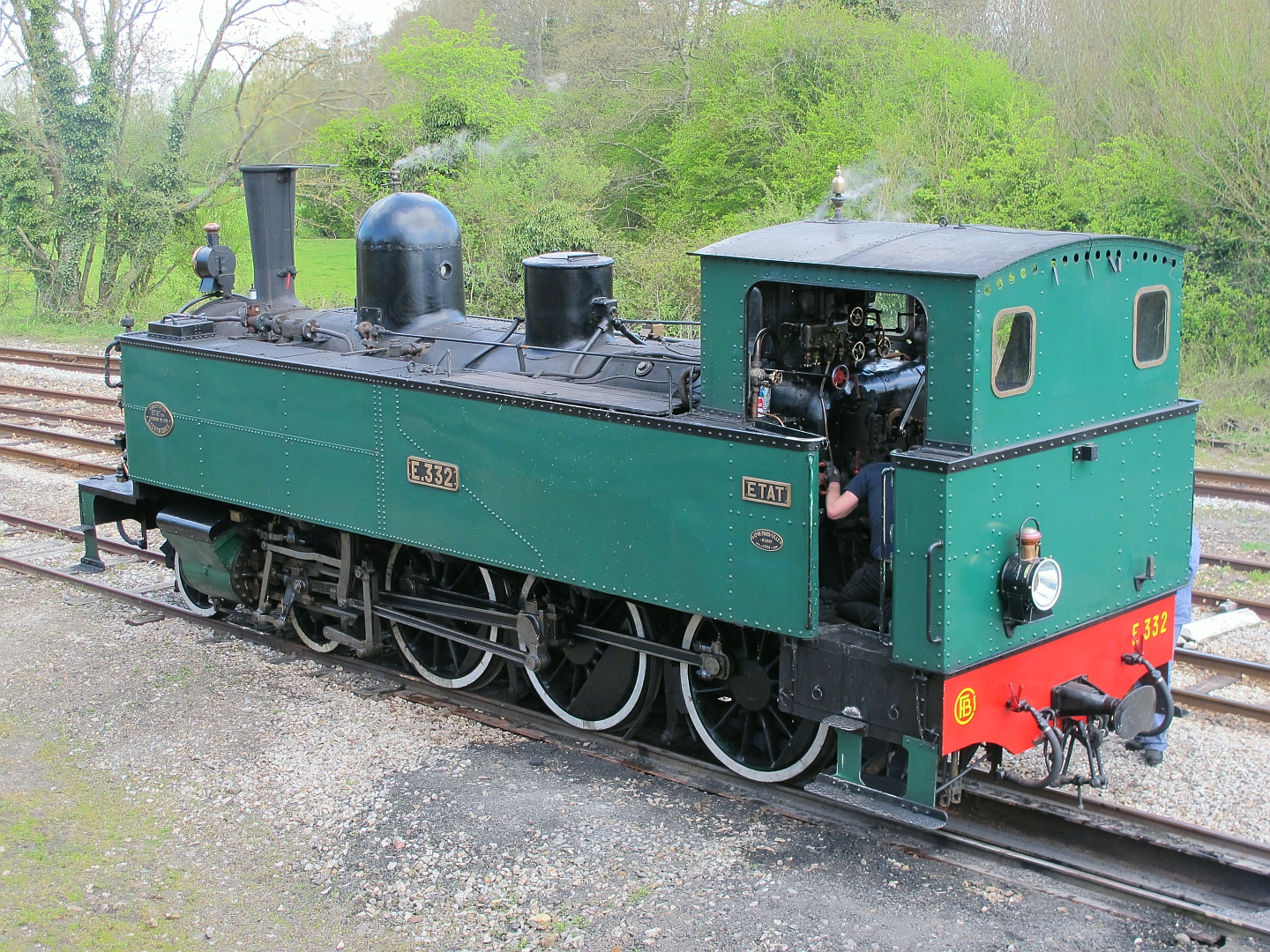
La 230T E.332 ex-Réseau breton préservée sur le Chemin de fer de la baie de Somme.

La version locomotive-tender du type Ten wheel fut peu répandue en France. Les premières machines de ce genre fut une série de 45 locomotives 230 T construites en 1897 pour la compagnie des chemins de fer de l'Ouest. Ces « Ten wheel-tender » seront reproduites pour cette même compagnie, mais à écartement métrique et au nombre de douze unités pour son réseau de Bretagne dit Réseau breton. Le réseau à voie métrique du Sud France fit également construire une courte série de six locomotives 230 T, complétée par cinq autres machines prélevées sur une commande de huit 230 T initialement destinées au réseau à voie métrique du Val de Vouga (pt) au Portugal ; le réseau du Chemin de fer du Centre recevant les trois autres.
Compagnie de l'Ouest230 T Ouest 3701 à 3745, de 1897 à 1901, futures : 3-230 TA 1 à 45
230 T Réseau breton E.321 à 332, de 1904 à 1909, numérotation inchangée à la création de la SNCF
Syndicat du chemin de fer de ceinture230 T Ceinture 51 à 65, de 1902 et 1903, futures : 2-230 TA 1 à 6 pour les six dernières machines subsistantes à la création de la SNCF
Compagnie de l'Est230 T Est B 684 à B 733, de 1899, futures : 1-230 TA entre 684 et 733

### Belgique
Les plus anciennes Ten wheel belges sont des locomotives-tender pour fortes rampes, système Vaessen, construites par la Société de Saint-Léonard. Trois sont construites en 1863 pour la Compagnie du chemin de fer Liégeois-Limbourgeois, une autre livrée en 1866 sera présentée au public à l'Exposition universelle de 1867 à Paris avant de rouler pour le Chemin de fer Hesbaye-Condroz.

### Espagne
La Société de Saint-Léonard a fourni 12 locomotives 230T Vaessen au Ferrocarril Alar del Rey-Santander entre 1861 et 1864 et a également livré d'autres Vaessen à deux essieux moteurs durant la même période.

### Russie
Les 4-6-0 pour passagers devinrent populaires au tournant du XXe siècle. En 1912 la Russie adoptait les classes 4-6-0 devenant A, V, J, Z, G, U, K, B et U.

## Images

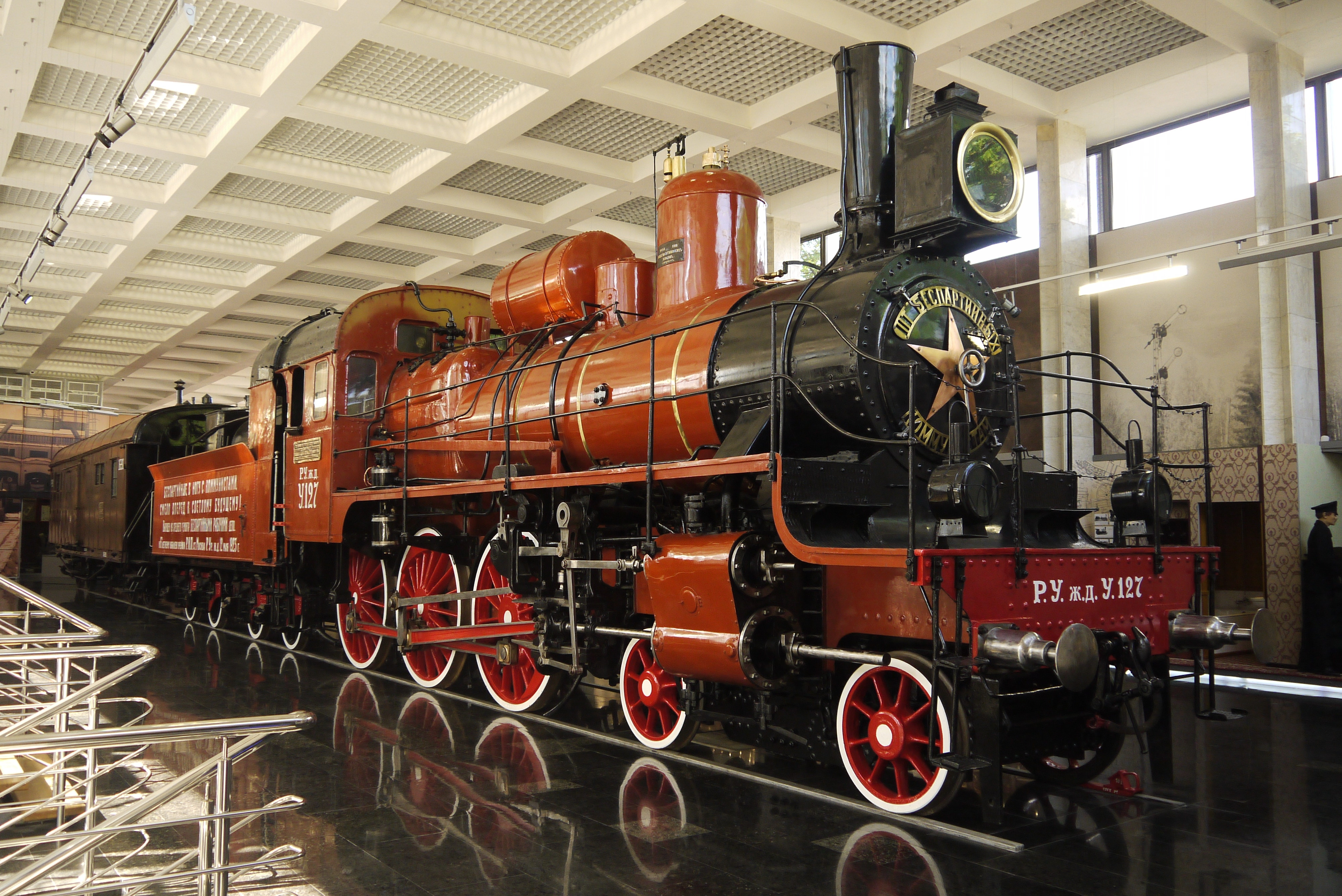
classe U russe U-127, Musée ferroviaire de Moscou locomotive de Lénine.
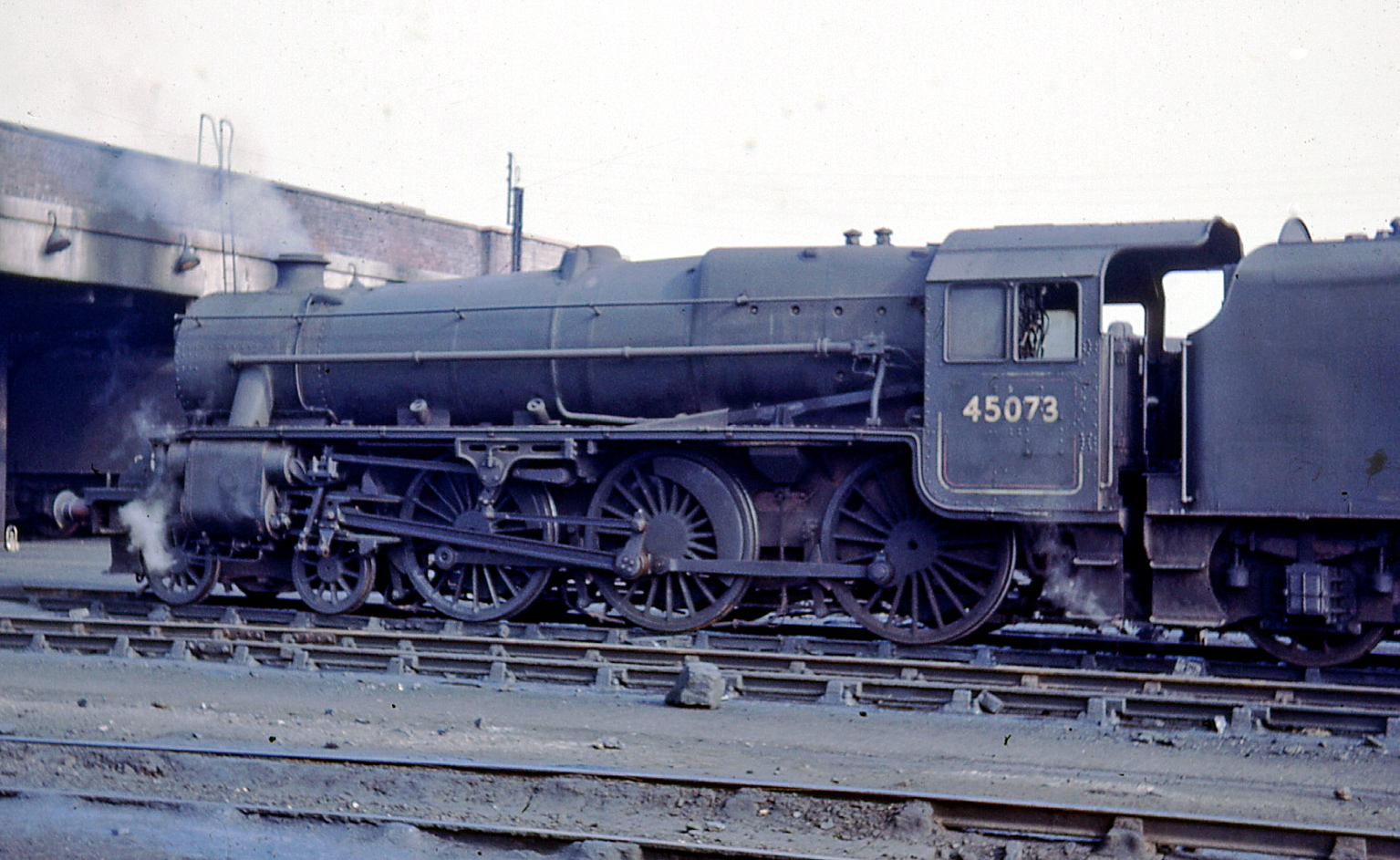
Angleterre : Une « Black Five » de William Stanier, au dépôt de Rose Grove (Burnley) juste avant sa reforme en 1968.
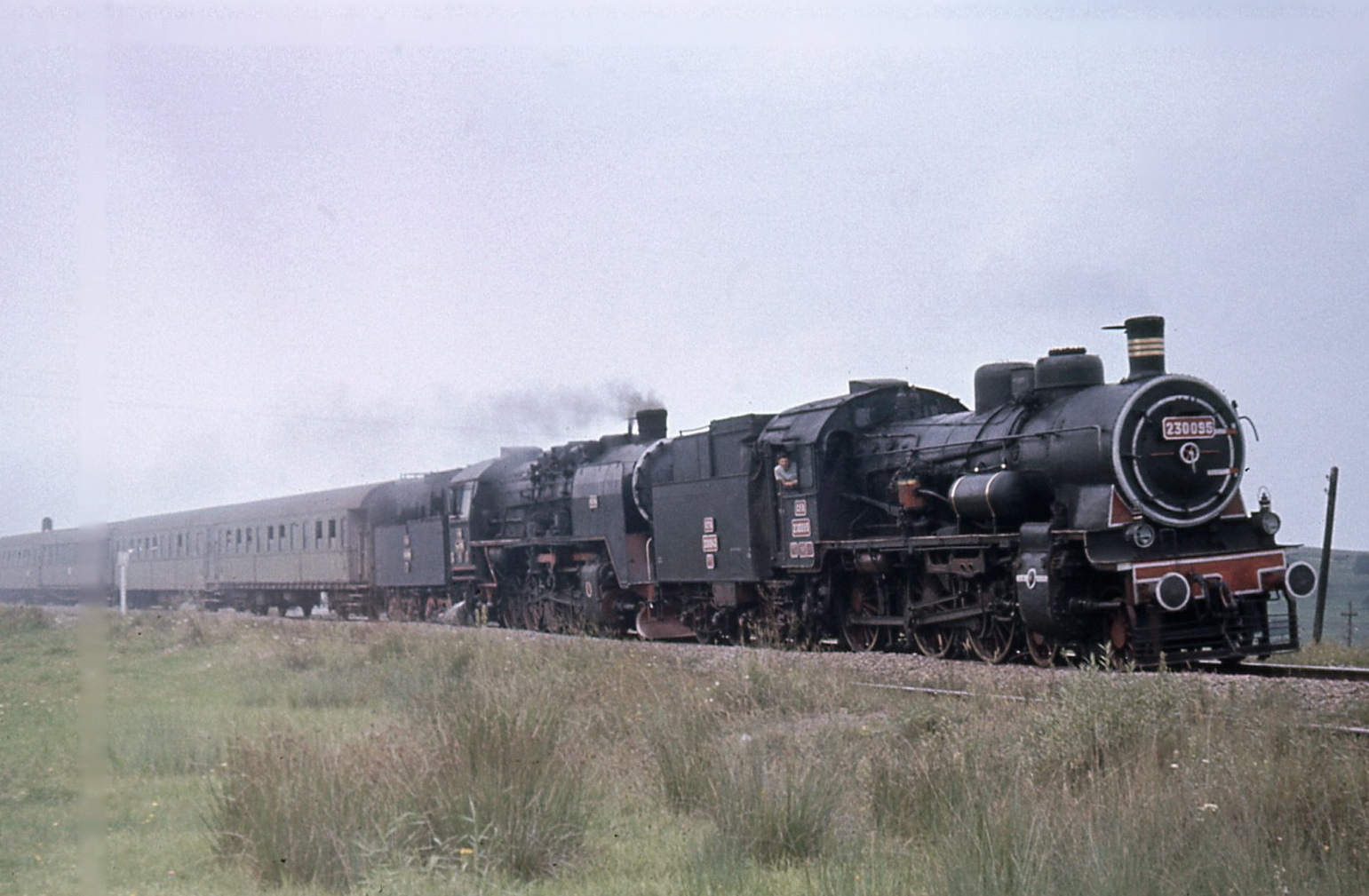
Roumanie : Une 230 (P8 ex-Prusse) près de Sibiu, août 1972.
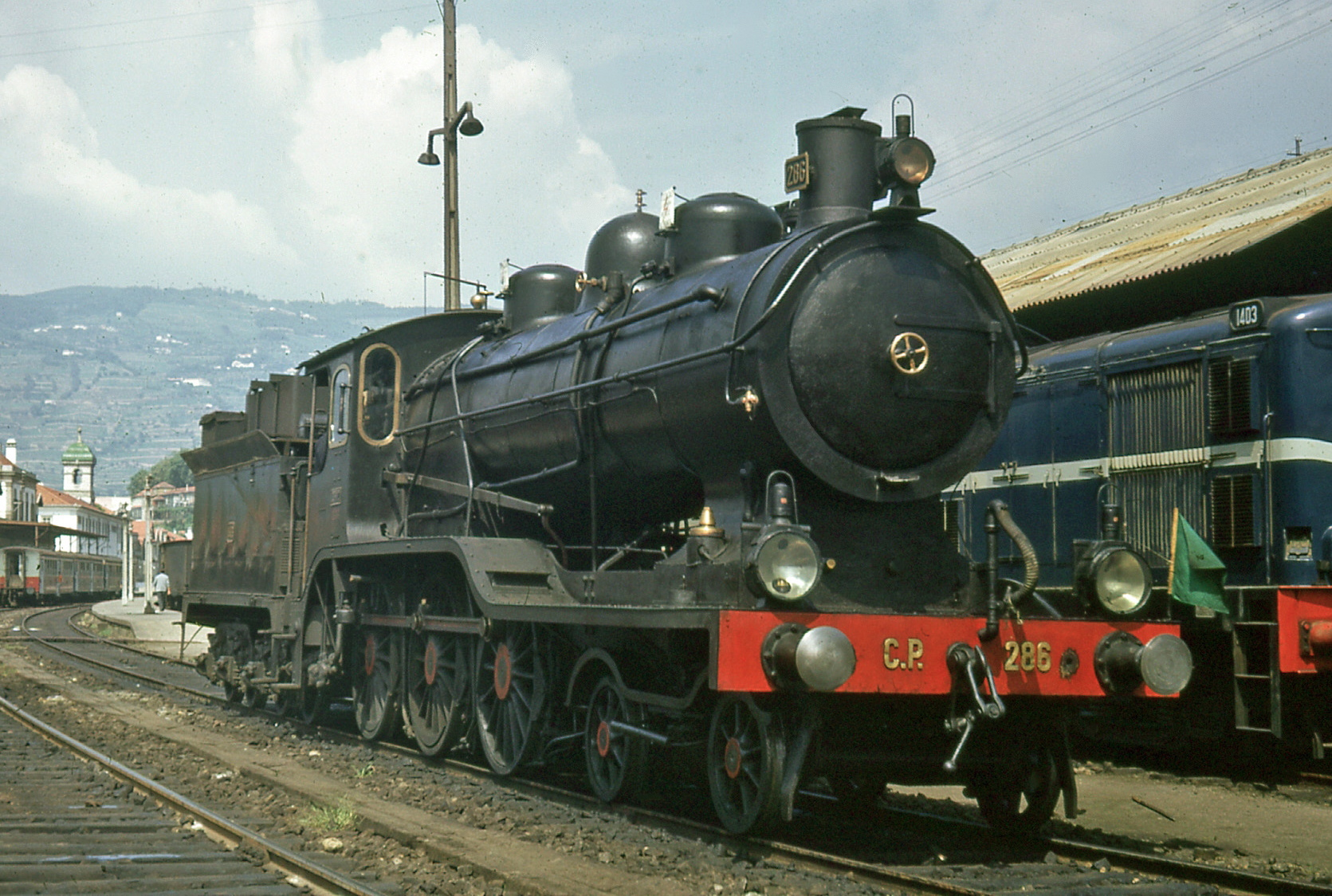
Portugal : Une Ten-wheel de construction allemande très élégante, no 286, Regua, août 1970.
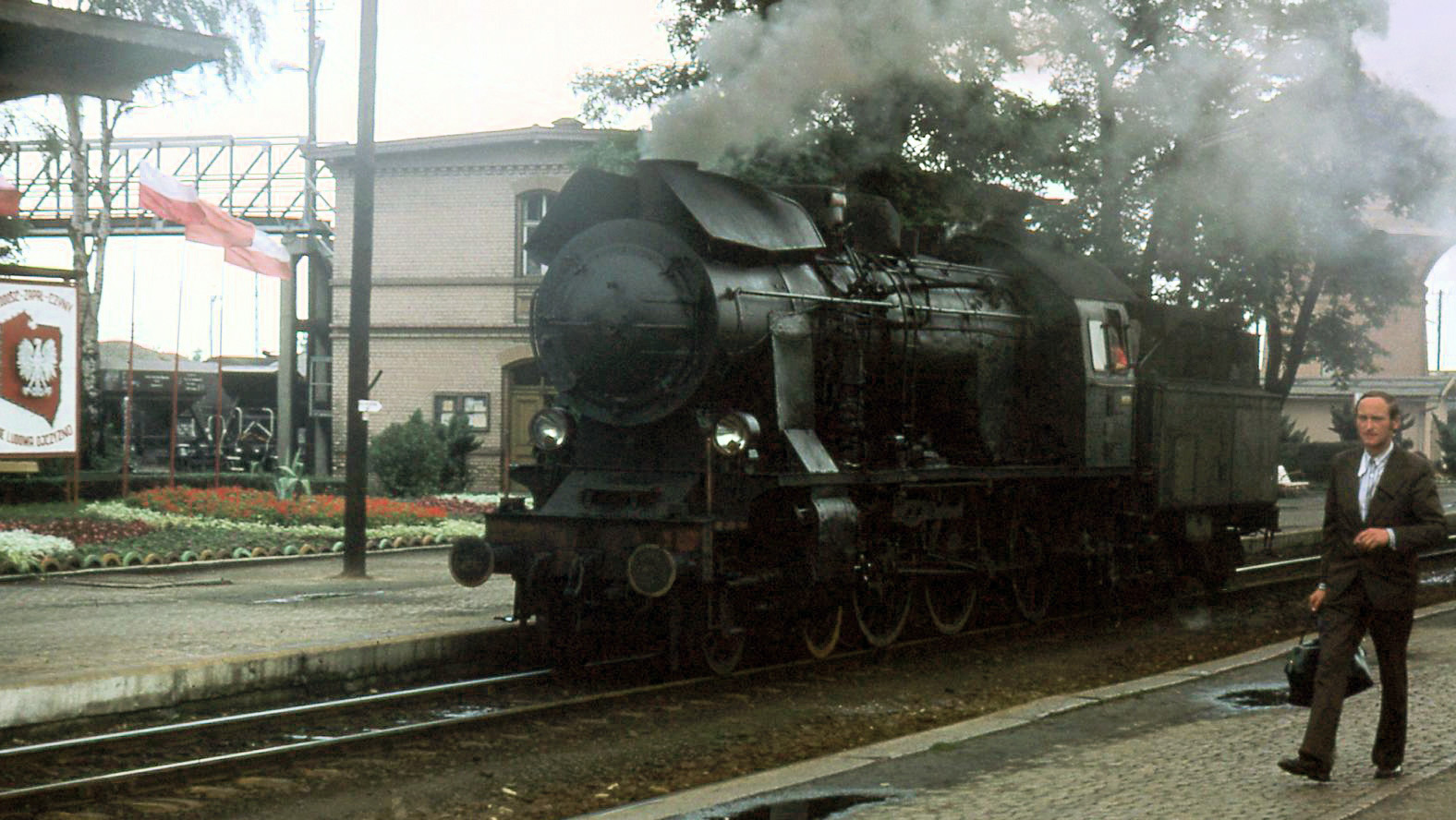
Pologne : Une 230 série Ok55 des Chemins de Fer Polonais, août 1976.

## Anecdote
- Les cheminots français prononçaient Ten wheels à la française ce qui donnait à peu près :"tenouelle" (de même Mountain devenait "Moutin")